# Stockholms-Näs socken

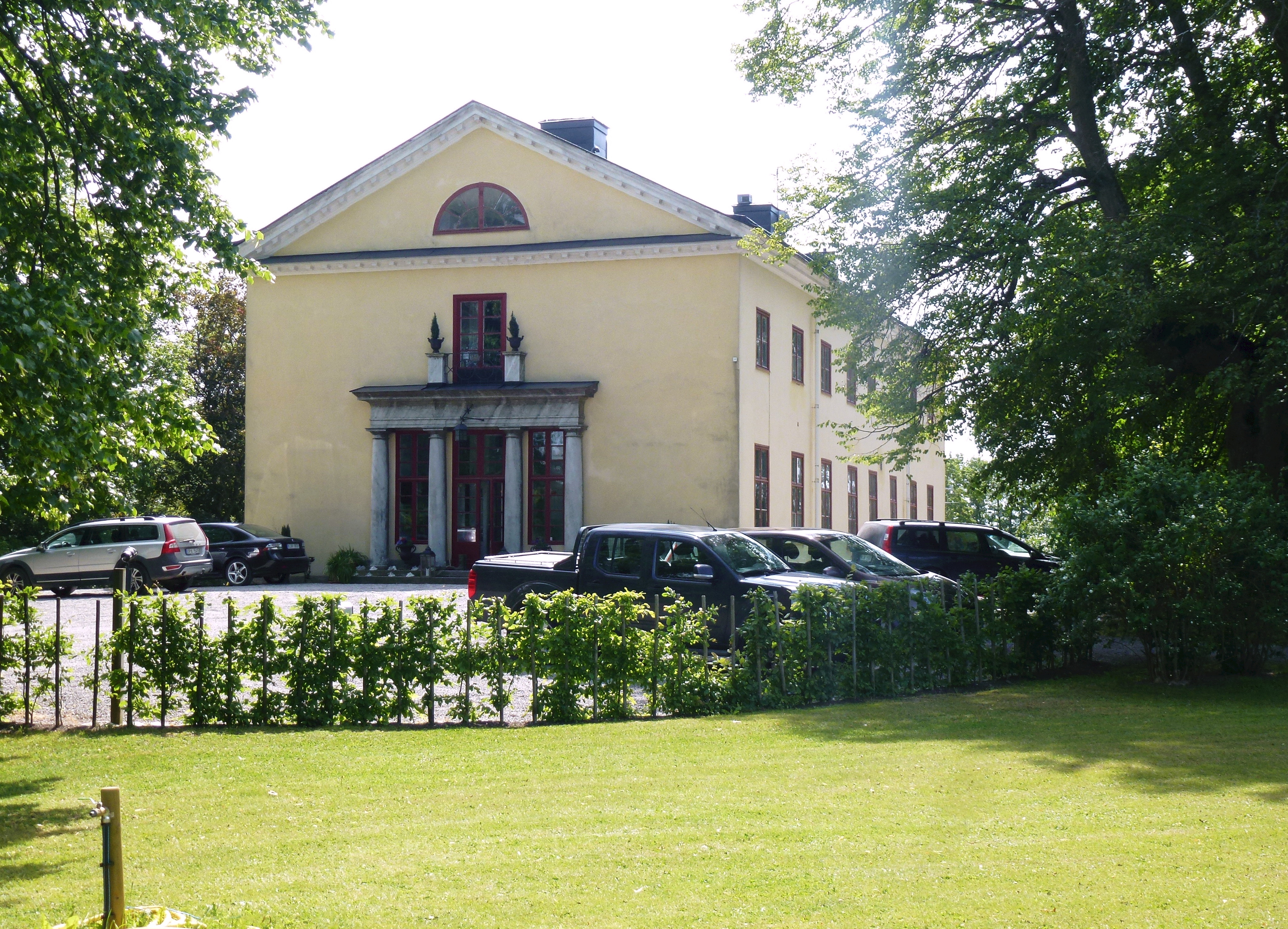
Almare-Stäkets gård.

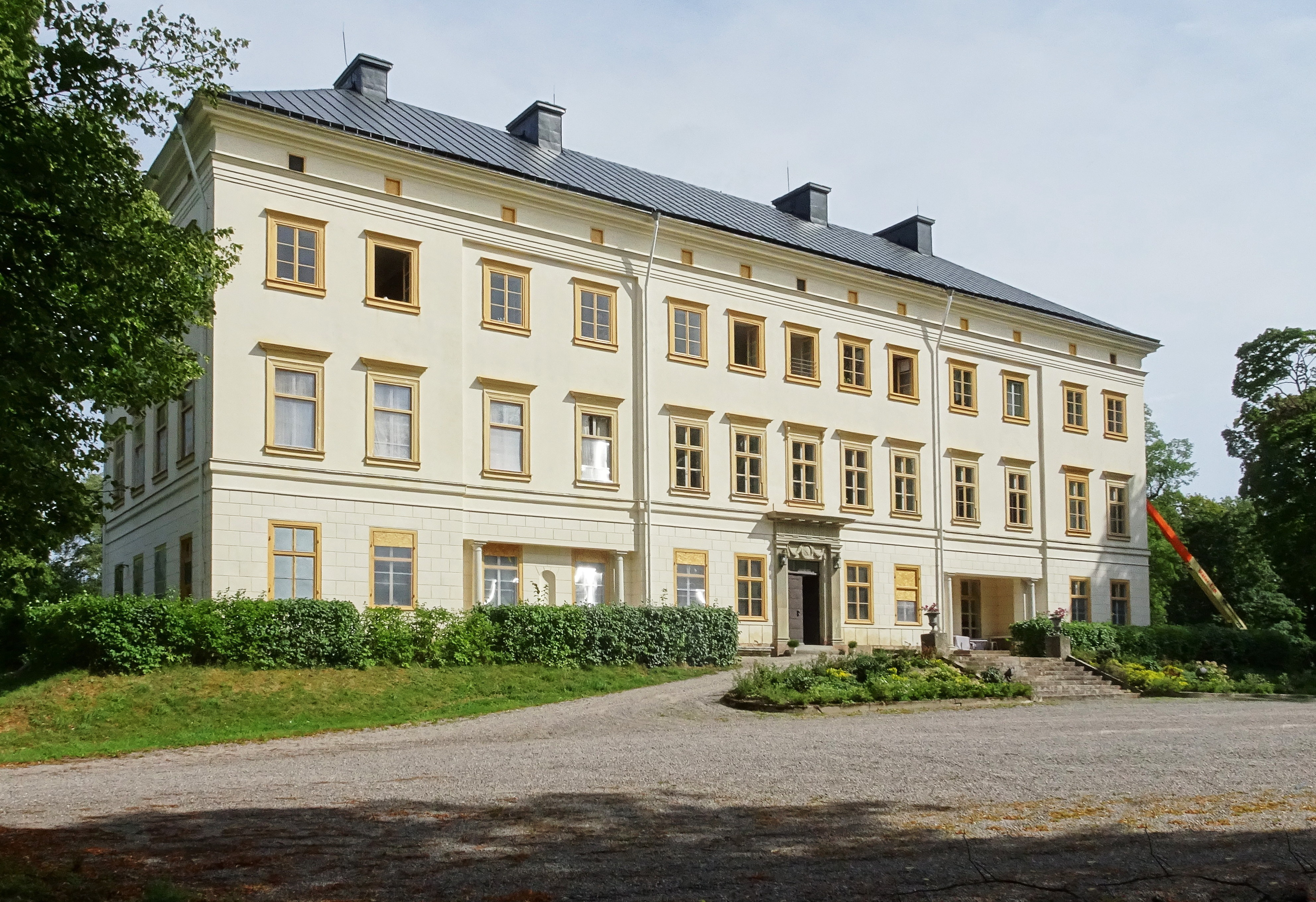
Lennartsnäs gård.

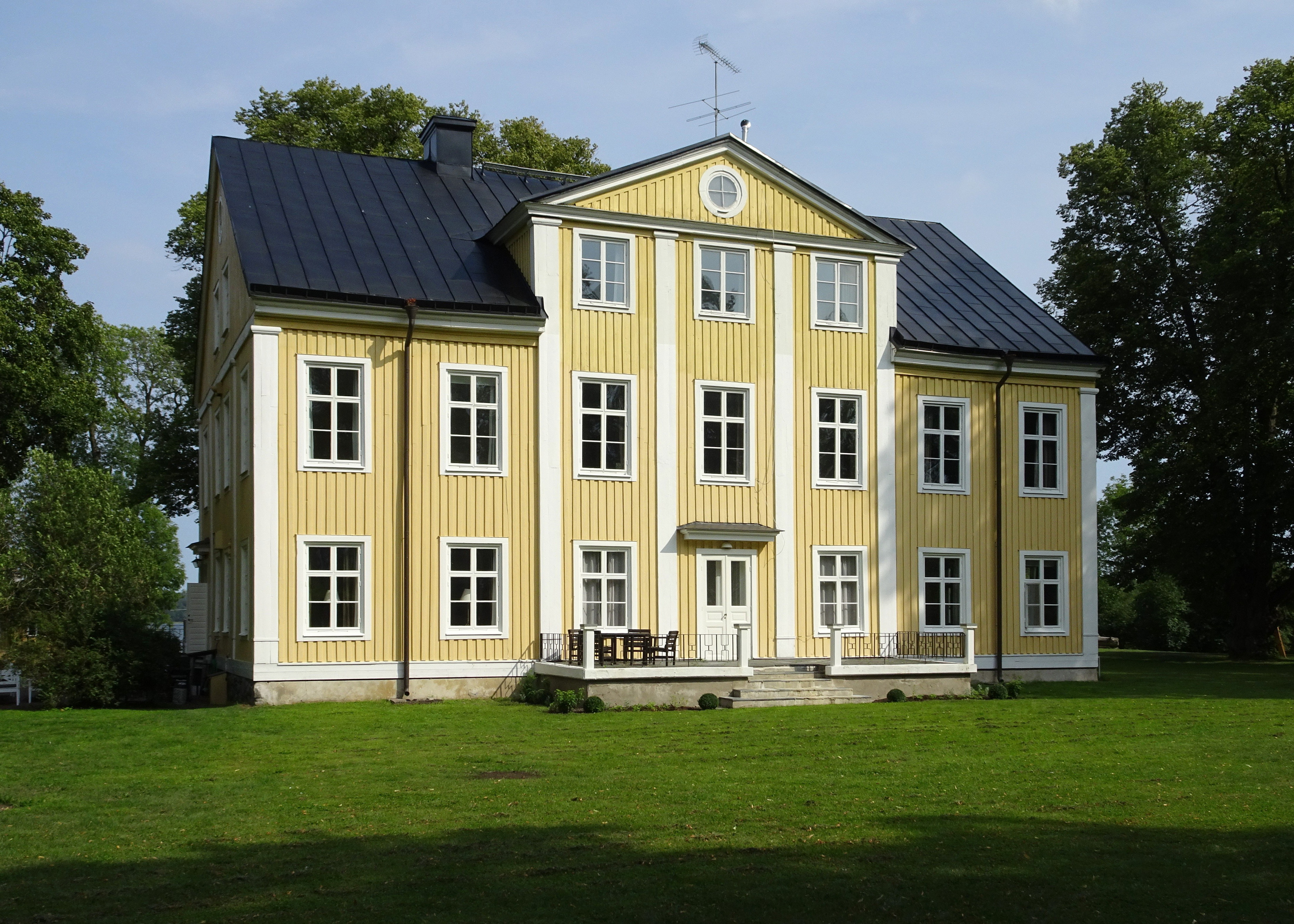
Öråkers herrgård.

Stockholms-Näs socken i Uppland ingick i Bro härad och är sedan 1971 en del av Upplands-Bro kommun i Stockholms län, från 2016 inom Kungsängen-Västra Ryds distrikt.
Socknens areal är 30,59 kvadratkilometer, varav 29,68 land.  År 1992 fanns här 7 895 invånare. Godsen Almare-Stäkets gård och Lennartsnäs samt tätorten Kungsängen medkyrkbyn Ekhammar och sockenkyrkan Näs kyrka (från 1967 Kungsängens kyrka) ligger i socknen.

## Namnet
Namnet skrevs 1307 Näsi (i dativ) och syftar på Lennartsnäshalvön som socknen omfattar.

## Administrativ historik
Stockholms-Näs socken ('in parochia Näss') omtalas första gången i ett odaterat brev från 1100-talets slut då Fogdö kloster uppges äga jord i socknen. Nuvarande kyrkans äldsta delar härstammar från början av 1200-talet. Före den 1 januari 1886 (ändring enligt beslut den 17 april 1885) var namnet Näs socken. Innan ändringen hade dock bruket av namnet Stockholms-Näs redan förekommit.
Vid kommunreformen 1862 övergick socknens ansvar för de kyrkliga frågorna till Näs församling och för de borgerliga frågorna bildades Näs landskommun. Landskommunen uppgick 1952 i Upplands-Bro landskommun som 1971 ombildades till Upplands-Bro kommun, då också området övergick från Uppsala län till Stockholms län. Församlingen namnändrades 1967 till Kungsängens församling som 1998 uppgick i Kungsängen-Västra Ryds församling. Socknen fortsatte att heta Stockholms-Näs åtminstone till 1972, men hade 1981 bytt namn till Kungsängens socken.
1 januari 2016 inrättades distriktet Kungsängen-Västra Ryd, med samma omfattning som Kungsängen-Västra Ryds församling hade 1999/2000 och fick 1998, och vari detta sockenområde ingår.
Socknen har tillhört län, fögderier, tingslag och domsagor enligt vad som beskrivs i artikeln Bro härad. De indelta soldaterna tillhörde Upplands regemente, Sigtuna kompani samt Livregementets dragonkår, Sigtuna skvadron.

## Geografi
Stockholms-Näs socken ligger väster om Stockholm med Mälaren i söder och Görväln med Stäksön i öster. Socknen består av slättbygd med skogsbygd i norr.

## Fornlämningar
Från bronsåldern finns spridda gravrösen. Från järnåldern finns 25 gravfält och en fornborg. På Stäkesholmen finns ruinerna av den medeltida biskopsborgen Almarestäket.

## Kulturhistoriskt intressanta byggnader
- Almare-Stäkets gård
- Lennartsnäs gård
- Öråkers herrgård